# يونو ميريت

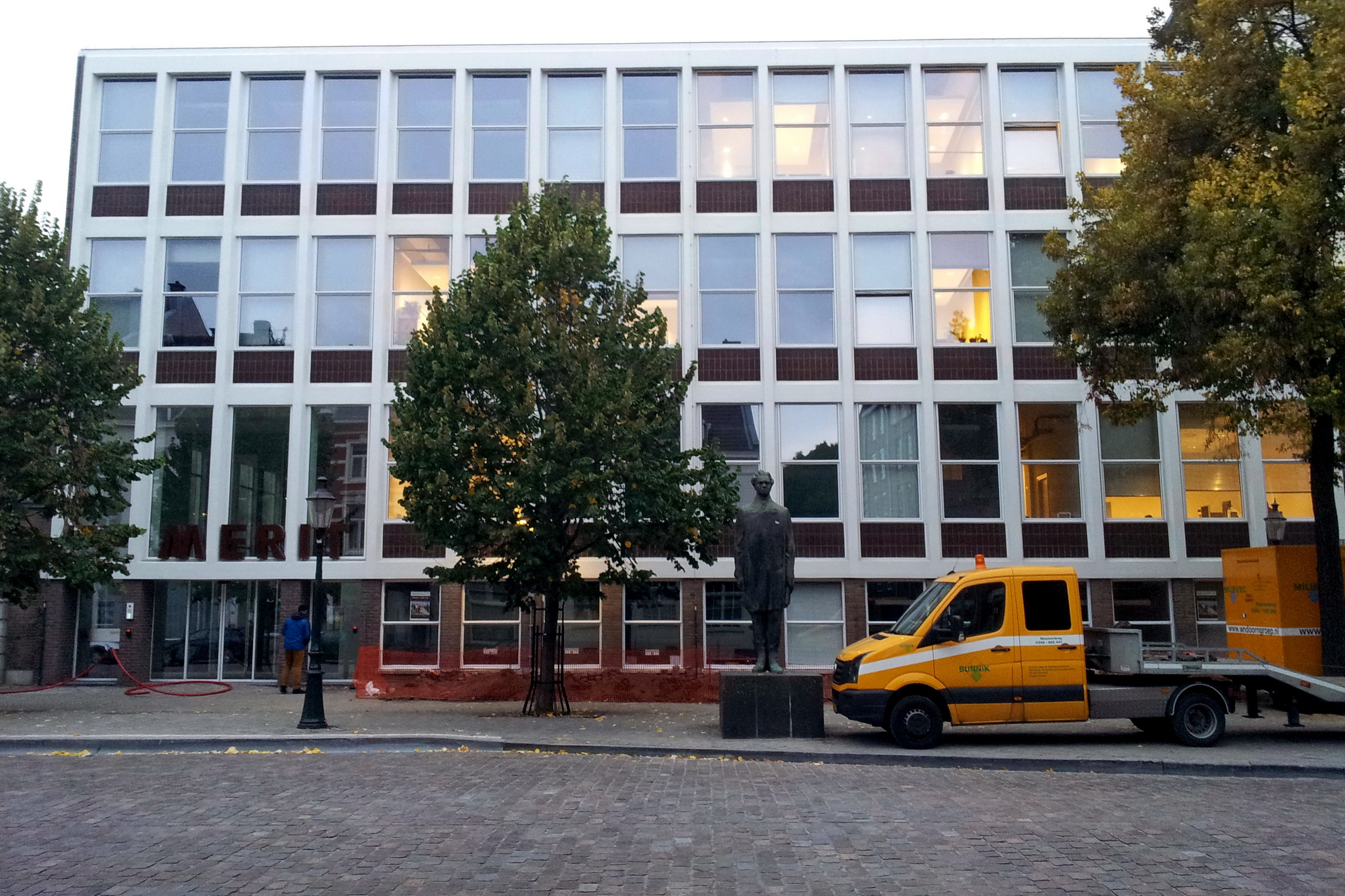
المبنى الجديد في Boschstraat. في المقدمة ، تمثال بيتروس ريغوت ، مؤسس ماستريخت في القرن التاسع عشر.

جامعة الأمم المتحدة - معهد ماستريخت للبحوث الاقتصادية والاجتماعية حول الابتكار والتكنولوجيا (UNU-MERIT) هو معهد مشترك للبحث والتدريب بجامعة الأمم المتحدة وجامعة ماستريخت ، ومقره ماستريخت في الجزء الجنوبي الشرقي من هولندا.
يستكشف المعهد العوامل الاجتماعية والسياسية والاقتصادية التي تدفع الابتكار التكنولوجي ، مع التركيز بشكل خاص على الإبداع ونشر المعرفة والوصول إليها.
بعد دمج كلية ماستريخت العليا للحكم (MGSoG) في ديسمبر 2010 ، قام المعهد الآن بتغطية جميع جوانب الحكم في المنظمات المحلية والعالمية ، من تقييم المخاطر إلى تحليل السياسات والتصميم والتقييم. تعمل UNU-MERIT ، في شكلها الموسع ، كمركز أبحاث ومدرسة للدراسات العليا لأكثر من 80 من زملاء الدكتوراه و 100 طالب ماجستير ، وبصفتها «مركز أبحاث تابع للأمم المتحدة» يعالج مجموعة واسعة من أسئلة السياسة حول العلوم والابتكار والحكم.

## روابط خارجية
- الصفحة الرئيسية
- تغريد